# Kasteel Geulle

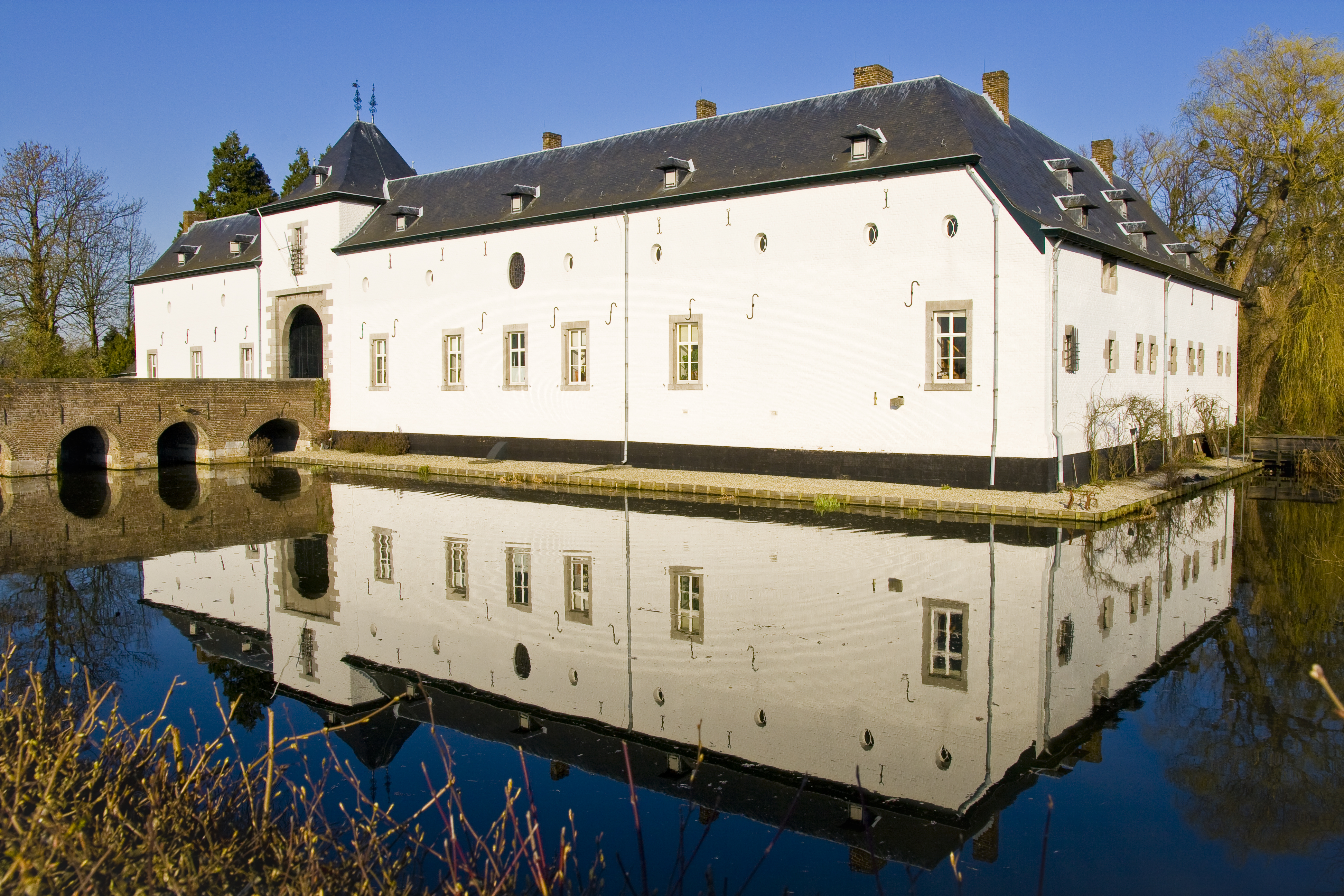
Kasteel Geulle, de voorburcht

Kasteel Geulle ligt in de kom van het gelijknamige dorp Geulle dat een deel vormt van de Nederlands-Limburgse gemeente Meerssen. Het huidige kasteel is een restant van een 17e-eeuws renaissancekasteel dat in 1847 werd afgebroken. De resterende voorburcht is een rijksmonument. Langs het kasteel stroomt de Oude Broekgraaf.

## Geschiedenis en bewoners
In de negende eeuw werd Geulle door keizer Lodewijk de Vrome geschonken aan de abdij van Kornelimünster (Nederlands vroeger : Sint-Cornelis Munster) bij Aken. Door verarming van de abdij kwam het land van Geull in 1298 middels verkoop in bezit van de heren van Valkenburgten tijde van de heerschappij van de beruchte Walram de Rossige van Valkenburg . Na het kinderloos overlijden van Jan van Valkenburg in 1352 verviel de heerlijkheid Geull aan de Hertog van Brabant. In 1560 werden de Geulse bezittingen door Philips II verpand aan Coenraet van Gavere, heer van Elsloo.

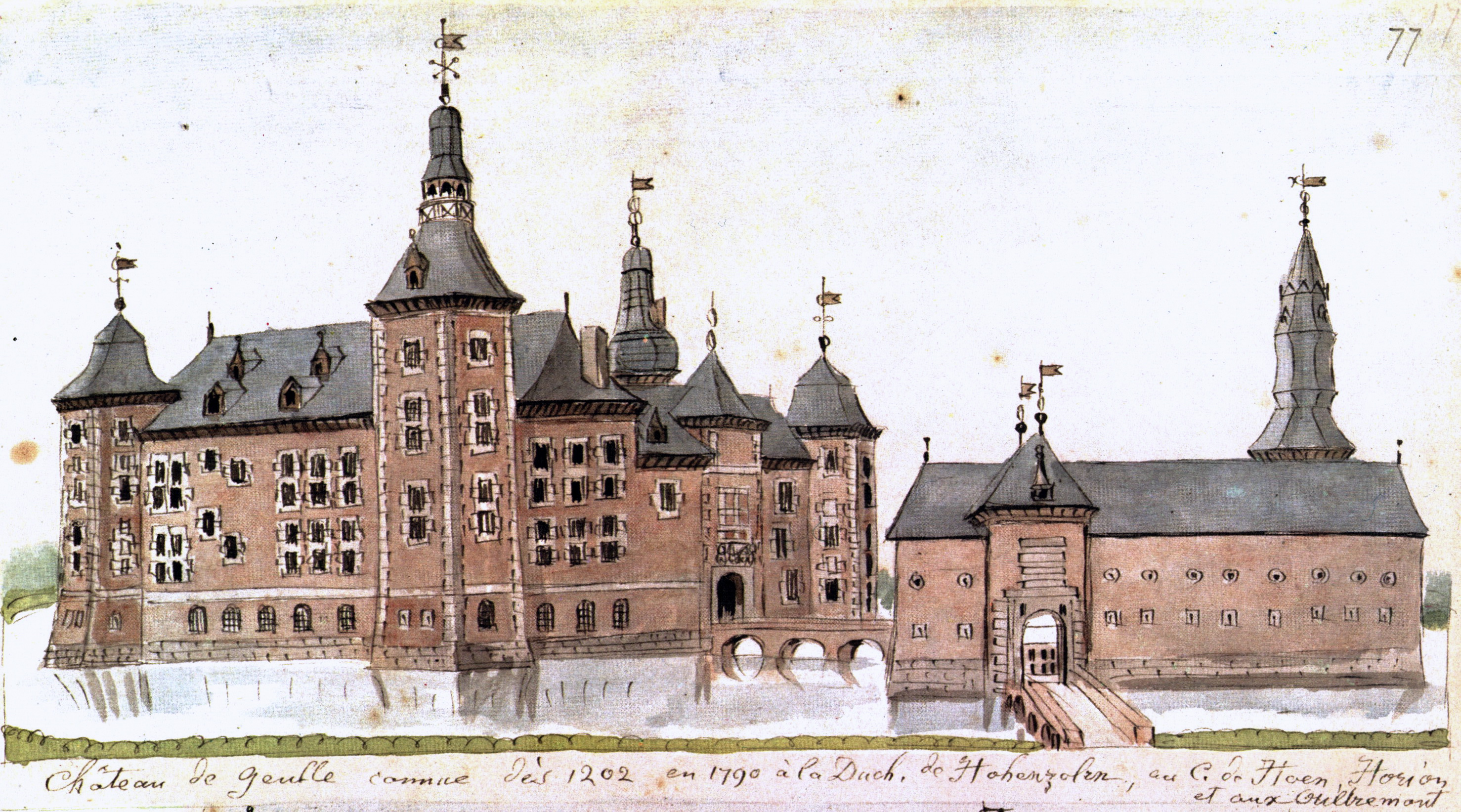
Het renaissancekasteel in zijn glorietijd (Ph. van Gulpen, ca. 1840)

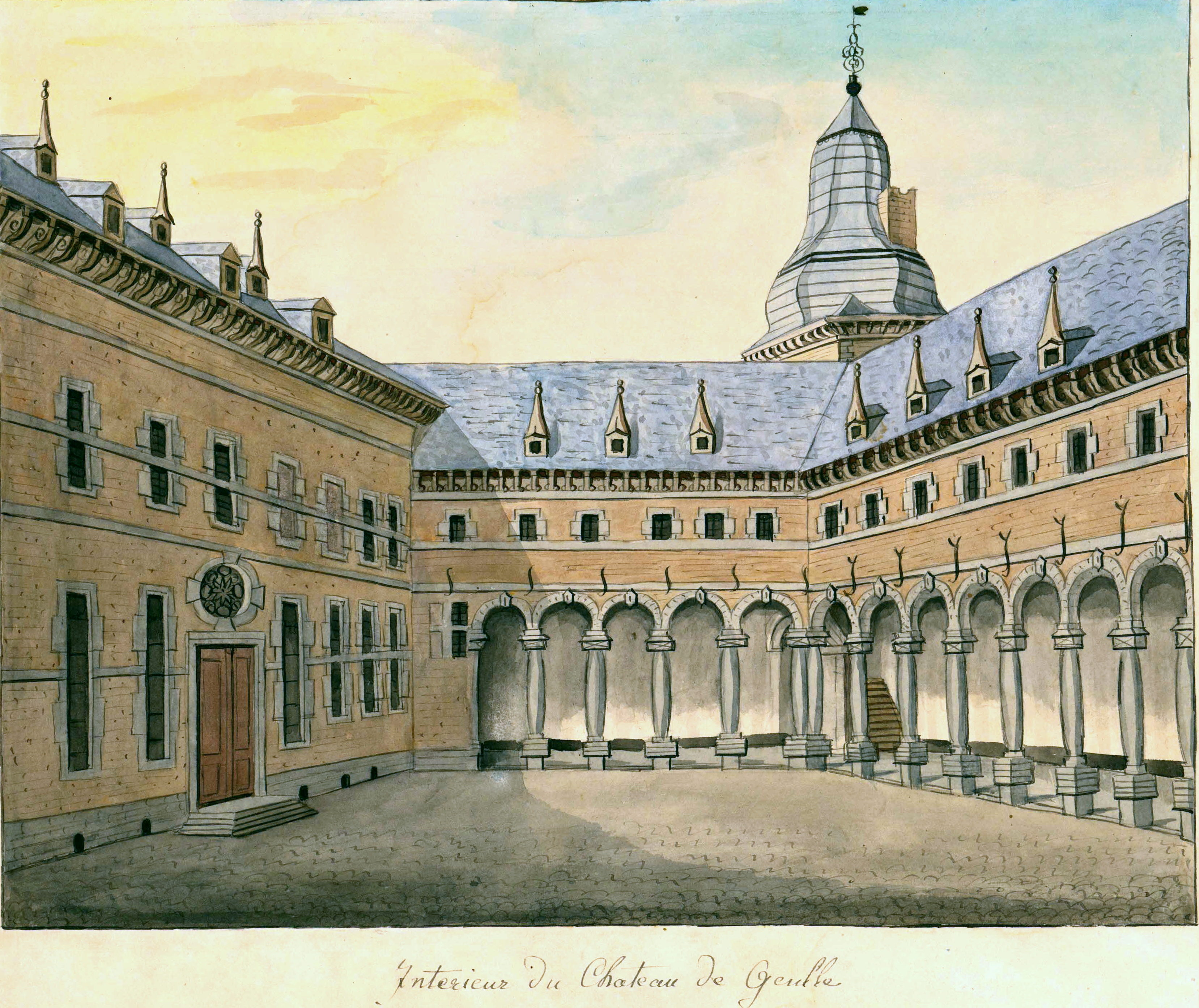
Idem, hofzijde

In 1594 schonk de ongehuwde Conrad IV van Gavere (domproost te Luik), de heerlijkheid Geull/het kasteel aan zijn aangetrouwde neef Wolter II van Hoensbroek. Wolter II Hoen, de stadhouder van de Leenkamer en Voogd van het Land van Valkenburg was sinds 1585 gehuwd met de rijke bankiersdochter uit Antwerpen Ursula Schetz van Grobbendonck, familie van de Van Gavere's. Daarom noemden zij hun enige zoon Conrad!  Als Heer van Geull liet Wolter II dit fraaie kasteel bouwen in de jaren 1610-1620 tijdens het 12-jarig Bestand. Achtereenvolgens werden via primogenituur Conrad-Ulrich van Hoensbroeck-Geul, Wolter Frans van Hoensbroeck-Geul en Philip Willem van Hoensbroeck-Geul de eigenaren van het kasteel.
Het was Conraad Ulrich van Hoensbroeck-Geul die tussen 1620 en 1625 met zijn vader de vervallen kerk van Geul herbouwde. In deze kerk werd een grafkelder voor de familie ondergebracht. waarna in 1626 de kerk werd ingewijd door de Roermondse bisschop Jacobus van den Borgh.
Philip Willem breidde de bezittingen verder uit door zijn huwelijk met Anna Bernardina van Limburg-Bronckhorst-Stirum, vrouwe van Stevensweert.
Herman IX Otto van Hoensbroeck-Geul, zoon van Philip Willem, was de laatste mannelijke Van Hoensbroeck die het kasteel Geul bewoonde. Uit zijn huwelijk met Anna Maria Juliana Felicitas van Zievel tot Bettembourg werd slechts één kind geboren, een dochter Anna Maria Bernardina Apollonia Philippa genaamd. Zij huwde in 1748 met Frans Xaver van Hohenzollern-Hechingen, familie van de latere Duitse keizers, waarmee de hogere adel op het kasteel zijn intrede deed. Frans-Xavier overleed in 1765 als luitenant-generaal in Oostenrijkse dienst. Zijn weduwe overleed in 1798 te Geulle op 70-jarige leeftijd. Zij werd in stilte en zonder plechtigheden vóór de kerkdeur begraven omdat de kerk door de Fransen was gesloten en verzegeld.
Felicitas van Hohenzollern-Hechingen, een van haar vier kinderen, trouwde met Maximiliaan Hendrik Laurens graaf de Hoen de Neuchâteau. Zij kregen drie kinderen, alle drie dochters. Thérèse gravin de Hoen Neuchâteau (1793-1833), de tweede dochter, trouwde in 1812 met François Charles graaf de Hamal (1786-1830). In 1842 verkoopt hun ongehuwde  zoon Adelphe de Hamal (1815-1867), het kasteel aan de Belgische graaf Emile Désiré Antoine d'Oultremont de Warfusée.
Op last van deze nieuwe eigenaar werd het hoofdgebouw van het kasteel in 1847 geheel gesloopt. De stenen en het houtwerk werden publiek verkocht en met de onbruikbare materialen en het afval werden de grachten en vijvers gevuld. Hetgeen restte waren de stenen brug met het poortgebouw, de stallingen, remise en bergplaatsen. De kostbare meubelstukken, serviezen en andere waardevolle stukken werden door de graaf d'Oultremont afgevoerd naar zijn woning te Brussel of publiek verkocht. De overgebleven gebouwen werden als woning ingericht en jarenlang bewoond door rentmeester Vijgen, die tevens burgemeester van Geulle is. In 1895 verkochten de erven, onder wie de dochter van d'Oultremont die huwde met Van Linden baron d'Hoogvorst het overgebleven poortgebouw, met aanhorigheden, landerijen, molens (2x), bossen en beemden aan notaris en Limburgs Gedeputeerde Paul Brouwers van Klein-Vaeshaertelt, die het later na enkele belangrijke verbouwingen als huwelijkscadeau aan zijn dochter naliet. Deze dochter, Germaine Brouwers (1893-1973), huwde in 1915 met jhr. Alphonsus Marie Hubertus Edmond van Aefferden (1891-1992) uit Roermond. In 1916 werd Van Aefferden benoemd tot burgemeester van Geulle en later ook van Bunde, een ambt dat hij veertig jaar bekleedde. De orthopedisch chirurg dr. Alphons Tonino (1942), die in 1968 was gehuwd met zijn kleindochter jkvr. Ariane van Rijckevorsel (1942), kocht het kasteel in 1974, zodat het in de familie bleef. Tussen 1978 en 1983 werd het gerestaureerd.

## Beschrijving van het kasteel
Het huidige kasteel is een voorburcht van het voormalige 17e-eeuwse kasteel dat in 1847 werd afgebroken. Het L-vormige gebouw is een geheel omgracht, witgepleisterd gebouw met een rechthoekige binnenplaats. De toegang tot het kasteel aan de westzijde is via een poortgebouw, bereikbaar over een bogenbrug over de gracht. In de westgevel en zuidgevel bevinden zich twee schietgaten, als enigen overgebleven na het aanbrengen van vensters in 1865. Aan de overzijde van de weg bevinden zich tegenover de toegangsbrug twee 18e-eeuwse hekpijlers, waarvan onlangs de siervazen ( 2021 gerestaureerd zijn.
Het interieur van het kasteel dateert uit 1915 na een herinrichting door de architect W. Sprenger. Het heeft onder andere twee in fragmenten uitgevoerde schouwen.

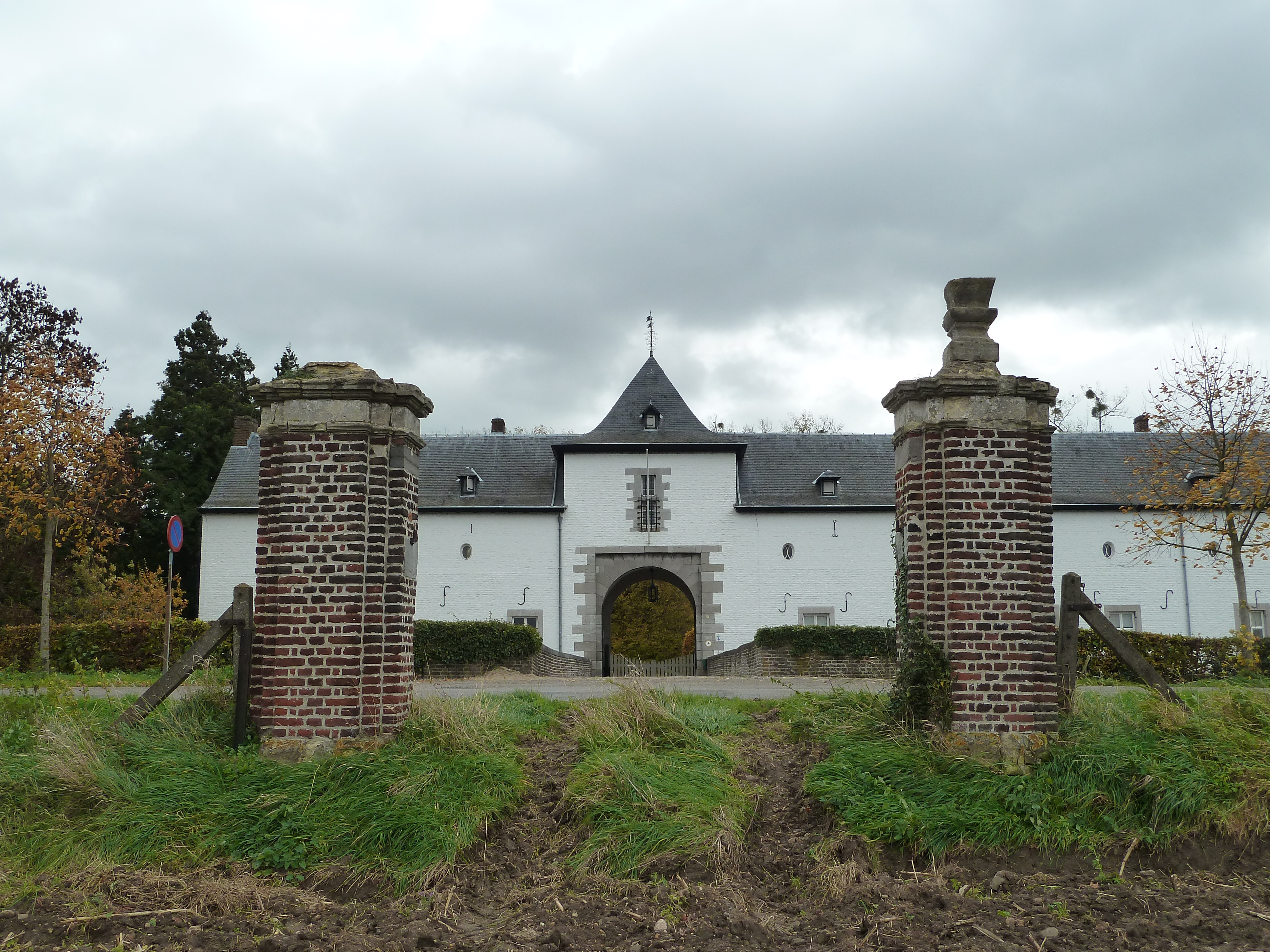
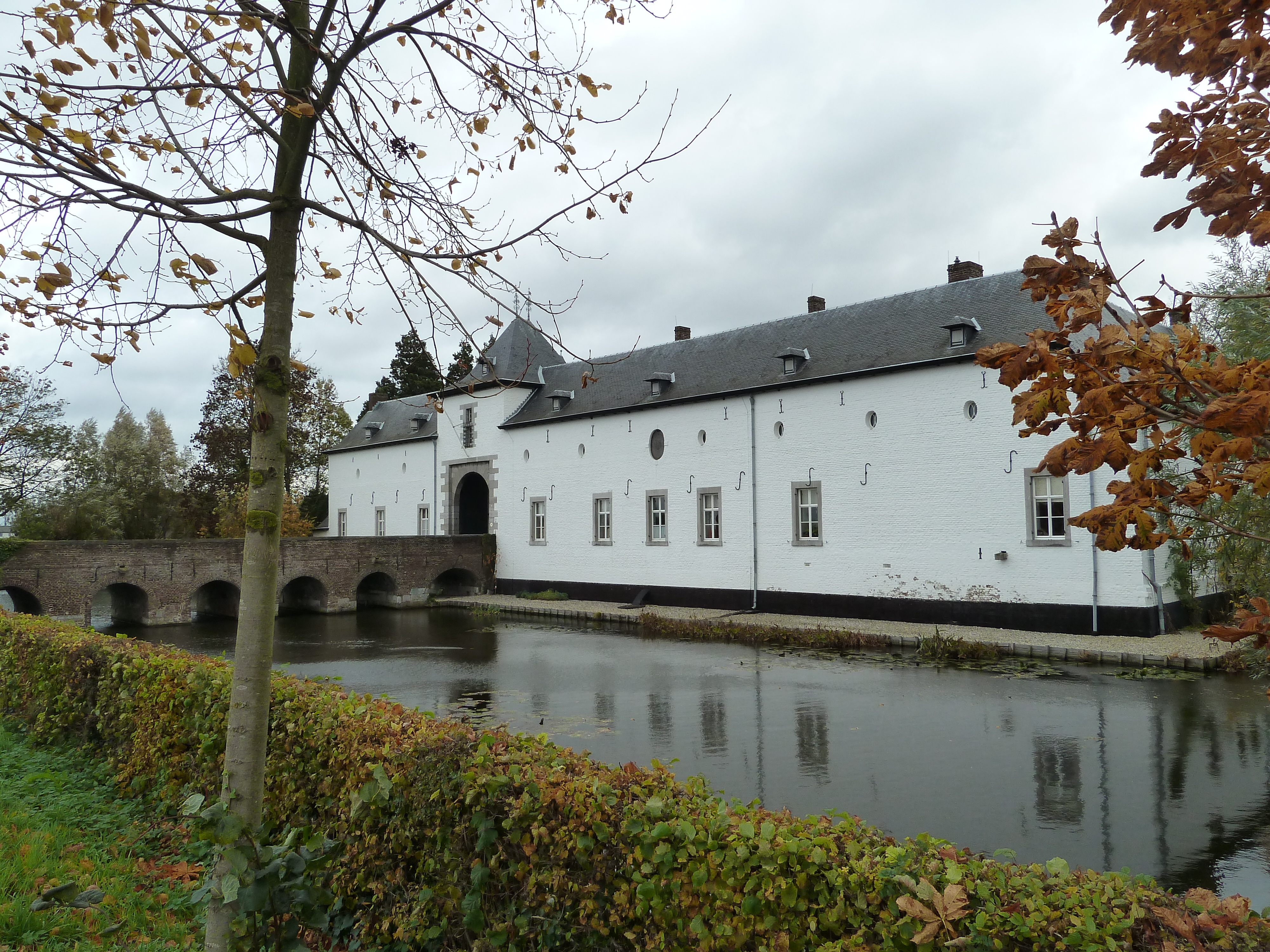
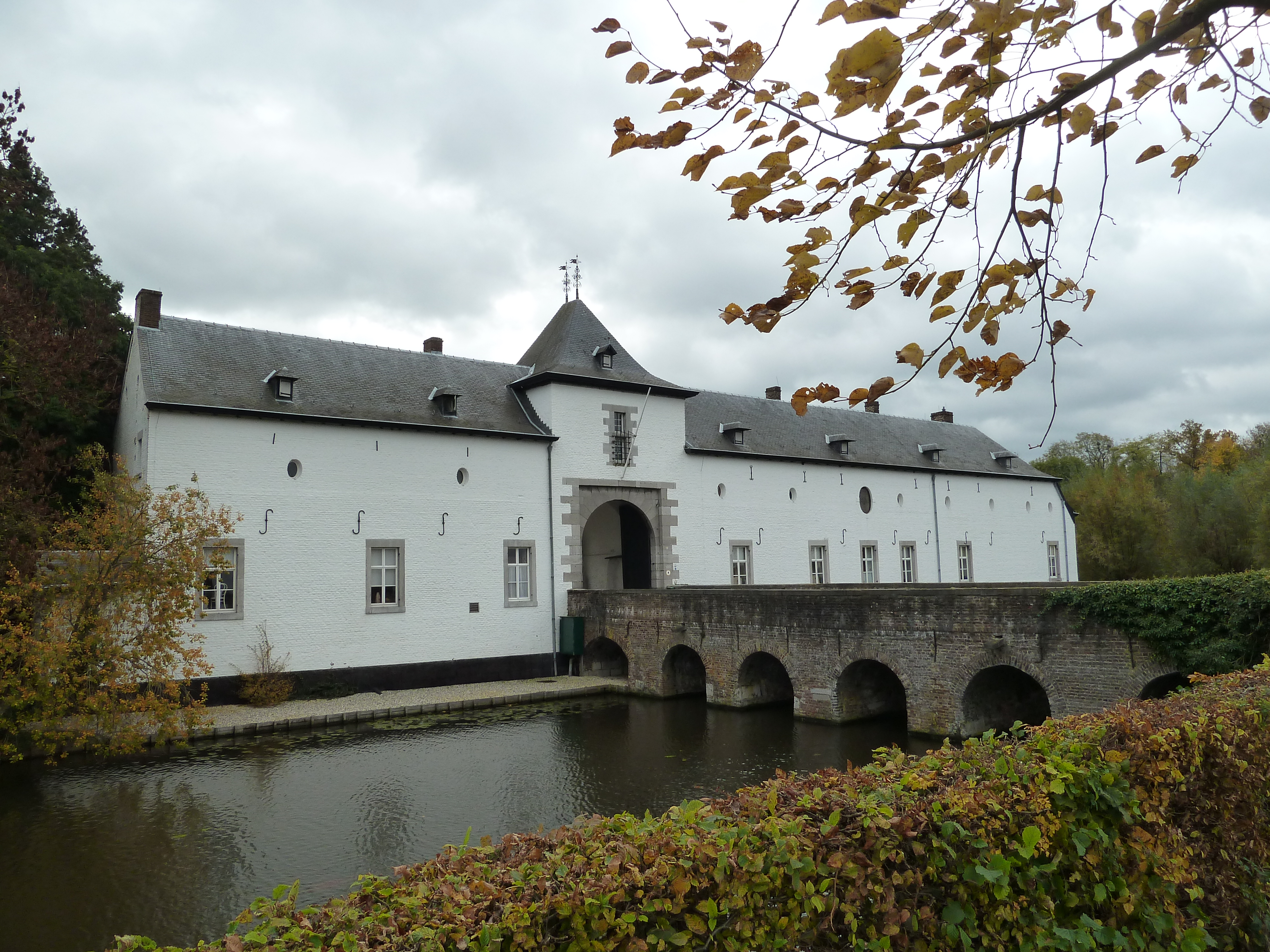
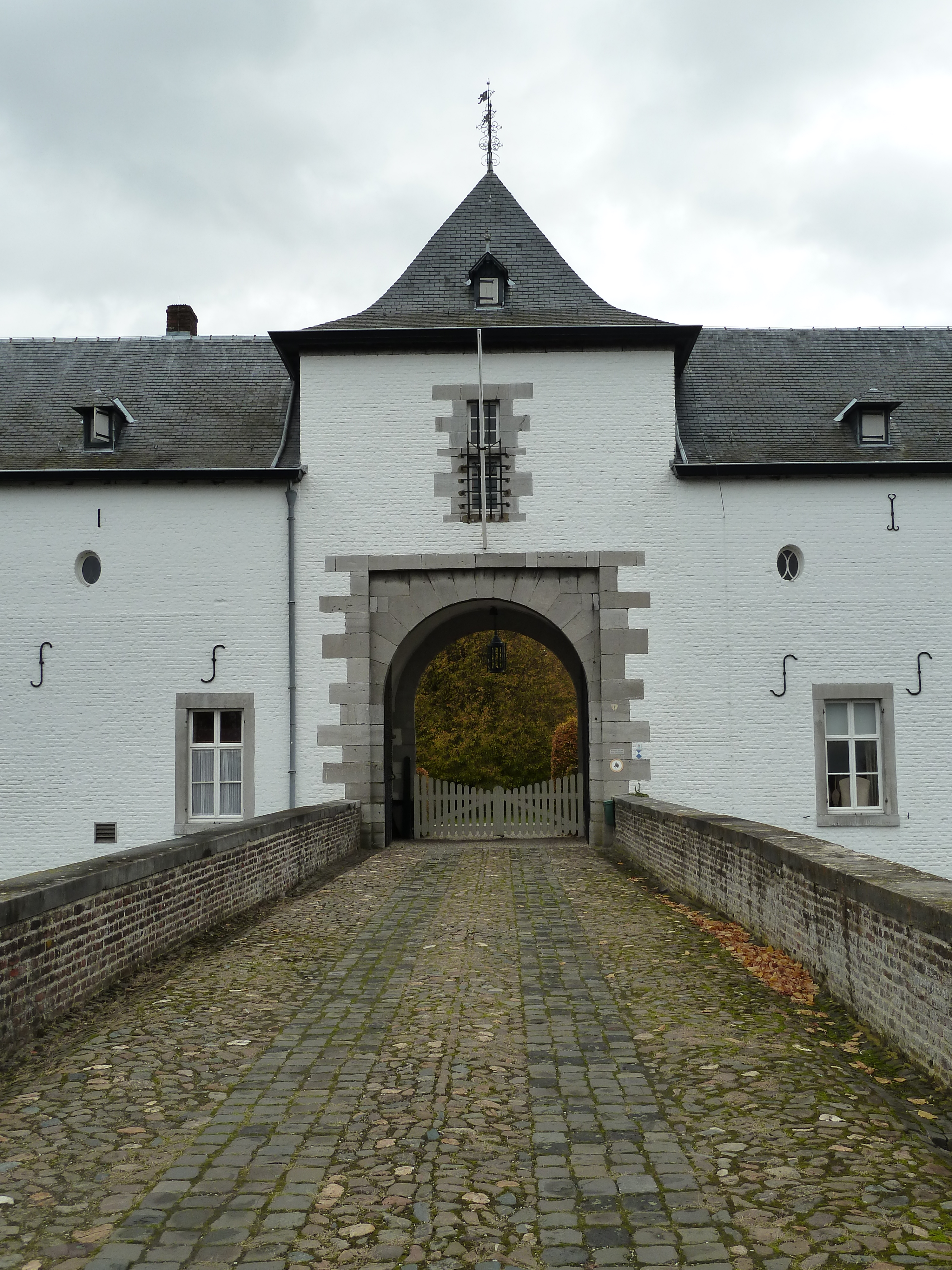
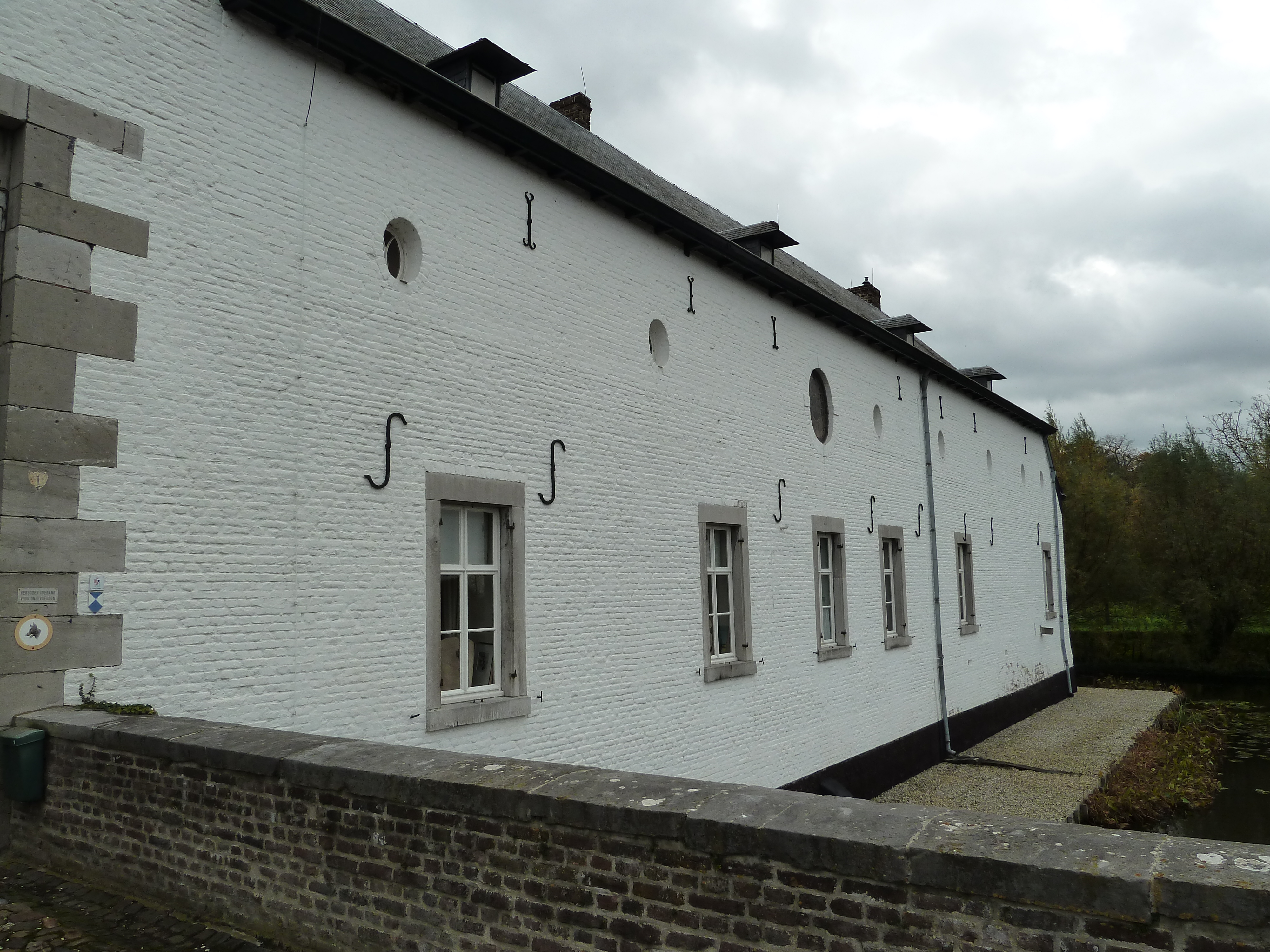